# كاسمدة (بالا خيابان ليتكوة)
کاسمدة (بالفارسية: کاسمده) هي قرية تقع في إيران في قسم بالا خیابان لیتکوة الريفي. يقدر عدد سكانها بـ 646 نسمة .